# Curtis Harris
 (avril 2015).
Si vous disposez d'ouvrages ou d'articles de référence ou si vous connaissez des sites web de qualité traitant du thème abordé ici, merci de compléter l'article en donnant les références utiles à sa vérifiabilité et en les liant à la section « Notes et références ».
Curtis Harris est un acteur américain né le 27 juin 2001 en Californie. Il commence sa carrière en 2009 dans Grey's Anatomy, mais est surtout connu pour interpréter le rôle de Miles Preston dans Trois fantômes chez les Hathaway, il interprète aussi le générique de la série.

## Filmographie
Cinéma
- 2009 : Touché : Hayden
- 2010 : Les Yeux pour voir : Julio
- 2012 : Abraham Lincoln, chasseur de vampires : Young

Séries télévisées
- 2009 : Grey's Anatomy : Tyler
- 2009 : Flashforward : Zack
- 2010 : Modern Family: Un enfant
- 2011 : Community : Shawn
- 2011 : Agent spécial OSO : Isaac (voix)
- 2010-2011 : Fringe : Christoper Broyles
- 2012 : The First Family : Jackson
- 2012-2013 : Docteur La Peluche : Henri (voix)
- 2012-2013 : Crash & Bernstein : Scottie
- 2013 :  Sam & Cat : Un garçon
- 2013- : Trois fantômes chez les Hathaway : Miles Preston
- 2014 : AwesomenessTV : Babysitter
- 2014 : Les Thunderman : Miles Preston

## Distinctions
| Awards             | catégorie                                                              | série                        | résultats |
| Naacp image awards | meilleure interprétation dans une série ou un Spécial pour la jeunesse | 3 fantômes chez les Hataways | nommé     |